# We Stand with You
We Stand with You est une fresque murale peinte par l'artiste Christian Grijalva en 2020. Située à Portland, elle représente Ahmaud Arbery, George Floyd et Breonna Taylor.

## Description
La fresque murale de Christian Grijalva (également connue sous le nom de Firekat G) apparaît à l'extérieur d'une épicerie le long du boulevard Martin Luther King Jr. à Failing Street, dans le quartier King, au nord-est de Portland,. Le tableau représente Ahmaud Arbery, George Floyd et Breonna Taylor, et montre des manifestants tenant des pancartes avec des phrases telles que « force », « les vies noires comptent » et « laissez-nous respirer ». Selon l'artiste, « les formes abstraites arc-en-ciel sont un clin d'œil à la communauté LGBTQ ».

## Histoire
La fresque a été initialement peinte pendant sept jours en juin 2020,, en soutien aux manifestations consécutives à la mort de George Floyd.
Le tableau a été dégradé en juillet 2021, des vandales couvrant les visages de peinture blanche et dessinant au pochoir le site internet du Patriot Front,. Grijalva a organisé une « fête de peinture » pour restaurer la peinture murale ; environ une douzaine de personnes y ont participé.